# Carsevennia
Carsevennia is een geslacht van hooiwagens uit de familie Cranaidae.
De wetenschappelijke naam Carsevennia is voor het eerst geldig gepubliceerd door Roewer in 1913. 

## Soorten
Carsevennia is monotypisch en omvat slechts de volgende soort:
- Carsevennia crassipalpis